# 新明愛梨
新明 愛梨（しんめい まり）は、日本のボイスパフォーマー、ナレーター。フリーランス。かつてはゆーりんプロ、マインズエンタテインメントに所属していた。
ゆーりんプロ所属時の名義は麻里 美綺。2016年11月より、新明 茉璃から現芸名に漢字表記を変更。

## 出演作品

### テレビ
- テレビ東京 ドキュメンタリー「人間劇場」（ボイスオーバー、ナレーション）　ほか

### 吹き替え
- チャームド
- 山猫は眠らない2

### ラジオ
- FM-Fuji「Steppin'Out」（アシスタントパーソナリティー）
- Web Radio 「Walkie Talkie」（Pod cast）パーソナリティ

### ラジオCM
- セコム、アトムハウスペイント　ほか

### ゲーム音声・キャラクターなど
- ナムコ、SNK　ほか　ゲームソフト　キャラクター
- eラーニング教材　ナレーションキャラクター
- ゲームソフトトOVA　吹き替え
- まなびピア新潟'98（VPキャラクター）
- 日立エコキュート音声　　　　　ほか

### VPナレーション
- 資生堂、ロレアル、NTT、伊藤忠商事、住友3M、本田技研工業、富士通、ロッテリア　ほか多数

### VP出演
- 学研「学研教室」紹介ビデオ
- 文部科学省教育委員会「教育相談員」紹介ビデオ　ほか

### 舞台
- 恵比寿エコー劇場、シアターサンモール、Taccs1179ほかで、芝居公演に出演多数。

- オフィス樹「ひとり芝居・ひとり語り・ひとり芸」
- 横浜アートライブ2002～2006公演 「Life vol.1～5 」
- 夢枕　獏 原作「陰陽師　Namanari - hime」　2007 ・ 2010
- ニッポン放送主催「朗読音伽草子　99のなみだ」公演　2011 ・ 2012

ほか多数

### その他
- 企業・団体の全国大会等　各種司会、イベントMC　多数